# Vilko Fajdiga
Vilko Fajdiga, slovenski teolog, * 22. junij 1903, Radovljica, † 5. avgust 1984, Ljubljana.
Po končanem študiju bogoslovja v Ljubljani je najprej diplomiral iz etnologije in leta 1929 doktoriral na Katoliškem inštitutu v Parizu. Ukvarjal se je z organizacijo misijonstva. Bil je profesor verouka na 3. realni gimnaziji v Ljubljani (1933-1943), nato je do 1973 predaval apologetiko na Teološki fakulteti v Ljubljani. Napisal je več knjig z duhovno vsebino.

## Izbrana bibliografija
- O znanstvenih temeljih krščanskega verovanja : teoretična apologetika (COBISS)
- Naš oče (COBISS)
- Krščansko in primerjalno veroslovje : pot do vere : (oris teoretične apologetike) (COBISS)
- Trpljenje Kristusovo, utrdi me! : premišljevanja o trpljenju  (COBISS)
- Pot do vere : osebnost in delo praktičnega apologeta (COBISS)